# Hautasvinhas
Hautasvinhas (en francès Hautesvignes) és un municipi francès situat al departament d'Òlt i Garona i a la regió de la Nova Aquitània.

## Demografia
| 1962                                       | 1968 | 1975 | 1982 | 1990 | 1999 | 2007 |
| ------------------------------------------ | ---- | ---- | ---- | ---- | ---- | ---- |
| 89                                         | 127  | 101  | 119  | 132  | 141  | 170  |
| Des de 1962: població sense dobles comptes |      |      |      |      |      |      |

## Administració
| Període   | Identitat       | Partit |
| --------- | --------------- | ------ |
| 1977-2008 | Régis Bessonnet |        |
| 2008-     | Pascal Andrieux |        |